# جار (صيغة ملف)
جار (jar.)، هو حزمة تنسيق ملف يستخدم عادة في تجميع العديد من فئات ملفات الجافا وما يرتبط بها من بيانات وصفية وتنسيقات (نص، صور، إلخ..) وهذا في ملف واحد للتوزيع.
و ملفات أرشفته تكون عبارة عن امتداد "JAR" وملفات الجافة مبنية على صيغة إمتداد ملف ZIP، وعادة ما يكون .jar امتداد للملف.

## تصميم
ويسمح امتداد ملف "jar" بتشعيل والتعامل مع التطبيقات بكفاءة لأطول مدة ممكنة، بما في ذلك التطبيقات وما يرتبط بها من موارد في وقت واحد. وملف "jar" يكون دائمًا عبارة عن عنصر مضغوط، من أجل تخفيض حجمه وتقصير مرات التحميل.

## استخراج
محتويات ملف "jar" يمكن استخراجها باستخدام أي معيار برنامج الضغط أو .jar أداة سطر الأوامر: "jar -xf foo.jar".

## انظر ايضا
- Zip (إمتداد لملف)